# Goo-Sekgweng
Goo-Sekgweng is een dorp in het district Central in Botswana. De plaats telt 563 inwoners (2011).